# Eublemma deliciosa
Eublemma deliciosa is een vlinder van de familie van de spinneruilen (Erebidae). De wetenschappelijke naam van deze soort is voor het eerst voorgesteld als  Thalpochares deliciosa door Heinrich Benno Möschler in een publicatie uit 1880.
De soort komt voor in Suriname.